# Faloai (Ort)
Faloai (Falohai) ist ein osttimoresischer Ort im Suco Leohito (Verwaltungsamt Balibo, Gemeinde Bobonaro). In Karten von 2008 wird der Ort Besakren genannt.
Faloai liegt in einer Meereshöhe von 413 m im Osten der Aldeia Faloai. Durch den Ort führt die Hauptstraße, die den Suco durchquert. Nördlich befindet sich der Ort Mohak 2, südwestlich das Dorf Remian. Westlich steigt das Land zum Nualain (464 m) an. Südlich erhebt sich der Fatulakiki (557 m).
Die Unidade de Patrulhamento de Fronteira (UPF), die Grenzpolizei, hat östlich des Ortszentrums einen Stützpunkt.